# Tokelo Rantie
Tokelo Anthony Rantie (né le 8 septembre 1990 à Parys) est un footballeur international sud-africain. Il évolue au poste d'attaquant au Cape Town City FC.

## Palmarès
- Orlando Pirates
  - Champion d'Afrique du Sud en 2012.
    - Vainqueur de la Telkom Knockout en 2012.

- AFC Bournemouth
  - Football League Championship (D2)
    - Champion : 2015